# Martina Batič

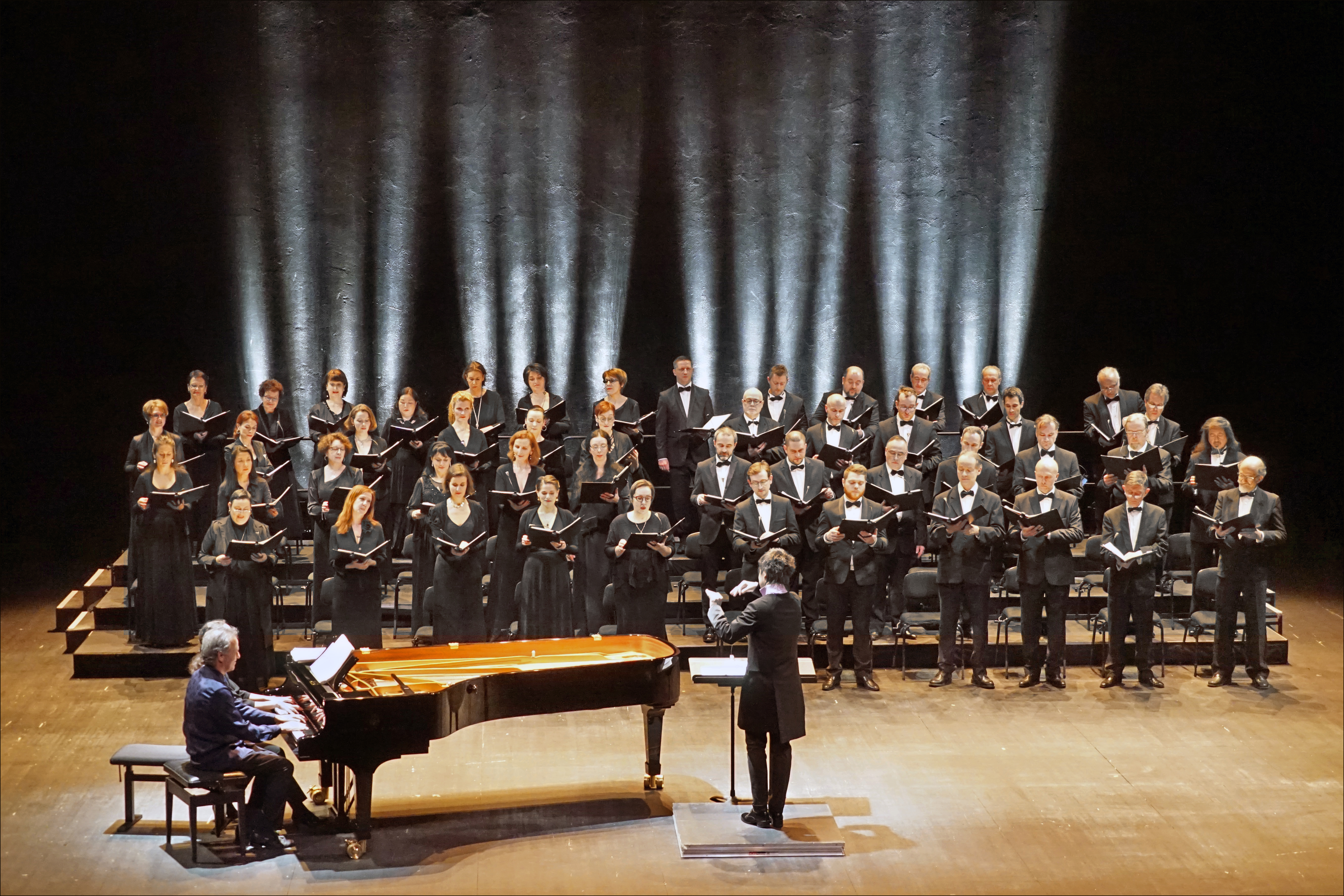
Martina Batič dirige el Coro de Radio France.

Martina Batič (13 de septiembre de 1978, Šempeter pri Gorici) es una directora de orquesta y de coros eslovaca.

## Biografía
Batič se graduó en la Academia de Música de Ljubljana en 2002 y continuó sus estudios en Múnich, donde en 2004 se graduó con honores en dirección coral en la Academia de Música y Teatro. Durante los años siguientes, se formó con muchos directores corales de renombre como Eric Ericson.
Entre 2004 y 2009 fue directora titular del coro de la SNG Opera and Ballet Ljubljana, en la temporada 2012/2013 dirigió el coro de la Filarmónica de Eslovenia y durante ocho años fue directora asistente del coro en el Filarmónica de Eslovenia.
Durante su carrera, además de coros, también dirigió el Coro de Cámara RIAS en Berlín, el Coro de la Radio Central Alemana de Leipzig, el Coro de la Radio Sueca y el Coro Mixto de la Radio Nacional Francesa, de los cuales ha dirigido desde septiembre de 2018.
En 2022, fue elegida directora del Danish National Vocal Ensemble, de la Televisión Nacional Danesa. En agosto de 2023, sucederá a Marcus Creed como directora titular.
En enero de 2023 dirigió el Coro de Radiotelevisión Española en el Teatro Monumental de Madrid.